# Fédération nationale des producteurs de légumes
 (octobre 2023).
Si vous disposez d'ouvrages ou d'articles de référence ou si vous connaissez des sites web de qualité traitant du thème abordé ici, merci de compléter l'article en donnant les références utiles à sa vérifiabilité et en les liant à la section « Notes et références ».
La Fédération nationale des producteurs de légumes (FNPL) a été créée en 1946 par les producteurs de légumes afin de défendre et de promouvoir leur profession.
Elle fédère les producteurs de légumes au travers des syndicats maraîchers à vocation départementale ou locale et des sections spécialisées légumes des FDSEA, soit 53 syndicats répartis dans 47 départements. Elle représente l'ensemble des productions de légumes destinées à être commercialisées en frais.